# Gonars
Gonars é uma comuna italiana da região do Friuli-Venezia Giulia, província de Udine, com cerca de 4.637 habitantes. Estende-se por uma área de 19,90 km², tendo uma densidade populacional de 233 hab/km². Faz fronteira com Bagnaria Arsa, Bicinicco, Castions di Strada, Palmanova, Porpetto, Santa Maria la Longa, Torviscosa.

## Demografia
| Variação demográfica do município entre 1861 e 2011                               |
|                                                                                   |
| Fonte: Istituto Nazionale di Statistica (ISTAT) - Elaboração gráfica da Wikipedia |